# Autalia schuelkei
Autalia schuelkei är en skalbaggsart som beskrevs av Volker Assing 1998. Autalia schuelkei ingår i släktet Autalia och familjen kortvingar. Inga underarter finns listade i Catalogue of Life.